# Elección del secretario general de la Organización de Estados Americanos de 2025
La elección del secretario general de la Organización de los Estados Americanos (OEA) se llevó a cabo el 10 de marzo de 2025 con el fin de elegir al sucesor del secretario Luis Almagro, al igual que al secretario general adjunto. Almagro sirvió en la posición durante dos periodos consecutivos, siendo electo en 2015 y reelecto en 2020, y su mandato vence el 25 de mayo de 2025. Los candidatos deben recibir el apoyo de la mayoría simple de los Estados miembros para ser electos a la posición: 17 votos.

## Antecedentes
Las elecciones de 2025 se celebraron para nombrar a un sustituto del uruguayo Luis Almagro, cuyo segundo mandato de cinco años como secretario general finaliza el 25 de mayo de 2025.
El 4 de diciembre de 2024, Consejo Permanente de la OEA aprobó una resolución estableciendo el 10 de marzo como fecha de la elección. Paraguay y Surinam postularon a sus ministros de relaciones exteriores como candidatos para el cargo: Rubén Ramírez Lezcano y Albert Ramdin, respectivamente.

## Candidatos
Los Estados miembros debían presentar sus candidaturas por escrito antes del 3 de febrero. Se propusieron dos candidatos:
- Albert Ramdin de Surinam, actual ministro de Relaciones Exteriores y anteriormente secretario general adjunto de la OEA de 2005 a 2015.[5]
- Rubén Ramírez de Paraguay, actual ministro de Relaciones Exteriores, quien anteriormente representó a su país en CAF, ALADI y UNESCO.[5]

El 10 de febrero se llevó a cabo una sesión extraordinaria del Consejo Permanente de la OEA en la que los candidatos presentaron sus propuestas e iniciativas para liderar la organización. El 11 de febrero se celebró una reunión similar de los candidatos con representantes de la sociedad civil.
El 5 de marzo, el presidente de Paraguay, Santiago Peña, anunció que su gobierno retiraba la candidatura de Ramírez debido a la disminución del apoyo.